# Martins Dukurs
Martins Dukurs (ur. 31 marca 1984 w Rydze) – łotewski skeletonista, wielokrotny zdobywca Pucharu Świata, wielokrotny medalista mistrzostw Europy i mistrzostw świata, dwukrotny srebrny medalista igrzysk olimpijskich.

## Życie prywatne
Jest synem byłego łotewskiego bobsleisty, a obecnie trenera skeletonu Dainisa Dukursa. Ma starszego brata Tomassa, który również jest skeletonistą.

## Kariera
Pierwszy sukces w karierze osiągnął 16 lutego 2007 roku w Winterbergu, kiedy zajął trzecie miejsce w zawodach Pucharu Świata. W zawodach tych wyprzedzili go jedynie: Rosjanin Aleksandr Trietjakow i Niemiec Mirsad Halilovic. W klasyfikacji generalnej sezonu 2006/2007 zajął ostatecznie 12. miejsce. Pierwsze zwycięstwo w zawodach tego cyklu osiągnął 8 lutego 2008 roku w tej samej miejscowości, wyprzedzając Kanadyjczyka Jona Montgomery'ego i Niemca Floriana Grassla. Było to jego jedyne podium w sezonie 2007/2008, który ukończył na piątej pozycji.
W styczniu 2010 roku zwyciężył podczas mistrzostw Europy w Igls, pokonując Franka Rommela i Aleksandra Trietjakowa. Miesiąc później zajął drugie miejsce na igrzyskach olimpijskich w Vancouver, plasując się między Montgomerym a Trietjakowem. Był to pierwszy w historii medal olimpijski dla Łotwy w tym sporcie. Ponadto w sezonie 2009/2010 w ośmiu zawodach PŚ siedem razy stawał na podium, odnosząc przy tym cztery zwycięstwa. W efekcie jako pierwszy Łotysz w historii zdobył Puchar Świata w skeletonie.
W dwóch kolejnych sezonach zdobył cztery złote medale: na ME w Winterbergu i MŚ w Königssee w 2011 roku oraz ME w Altenbergu i MŚ w Lake Placid w 2012 roku. Równocześnie odniósł dwanaście zwycięstw w Pucharze Świata, w obu sezonach triumfując w klasyfikacji końcowej. Na rozgrywanych w 2013 roku mistrzostwach świata w Sankt Moritz w 2013 roku zajął jednak drugie miejsce, ulegając Trietjakowowi o 0,03 sekundy. Trzecie miejsce w tych zawodach zajął kolejny Rosjanin, Siergiej Czudinow. Na mistrzostwach Europy w Igls zdobył czwarty z rzędu złoty medal, a następnie zdobył Kryształową Kulę za sezon 2012/2013.
Z igrzysk olimpijskich w Soczi wrócił ze srebrnym medalem. Ponownie uległ tylko Trietjakowowi; trzecie miejsce zajął tym razem Matthew Antoine z USA, który stracił do Dukursa ponad dwie sekundy. Ponadto zwyciężył na mistrzostwach Europy w Königssee oraz w klasyfikacji generalnej sezonu 2013/2014.
Dukurs zdominował rywalizację pucharową w sezonie 2014/2015, stając na podium we wszystkich zawodach. W ośmiu startach odniósł sześć zwycięstw i pewnie zwyciężył w klasyfikacji generalnej. Ustanowił tym samym rekord zwycięstw w klasyfikacji generalnej PŚ, poprzedni należał do Austriaka Christiana Auera, który wygrywał pięciokrotnie (1989/1990, 1990/1991, 1991/1992, 1993/1994 i 1994/1995). Łotysz został także jedynym skeletonistą, który zdobył sześć tytułów z rzędu. Był również najlepszy na mistrzostwach Europy w La Plagne i mistrzostwach świata w Winterbergu.
Kolejny rekord ustanowił w 2016 roku, kiedy zdobył złoty medal podczas mistrzostw świata w Igls, wyprzedzając Trietjakowa i Yun Sung-bina z Korei Południowej. Zdobył tym samym swój czwarty złoty medal, poprawiając rekord Szwajcara Gregora Stähliego, który zwyciężał w latach 1994, 2007 i 2009. W tym samym roku zdobył także siódmy z rzędu złoty medal na mistrzostwach Europy w Sankt Moritz. Poprawił również własny rekord zwycięstw w klasyfikacji generalnej PŚ, wygrywając w sezonie 2015/2016.
W 2017 roku zdobył po raz ósmy z rzędu złoty medal na mistrzostwach Europy w Winterbergu oraz piąty raz w karierze tytuł Mistrza świata w Königsee. Po raz ósmy z rzędu także zdobył Puchar Świata w sezonie 2016/2017.
W sezonie 2017/2018 zdobył po raz dziewiąty z rzędu złoty medal na mistrzostwach Europy w Igls. Nie obronił natomiast kryształowej kuli w sezonie 2017/2018 zajmując w końcowej klasyfikacji czwarte miejsce. Swoją szansę zaprzepaścił podczas zawodów w Sankt Moritz, gdzie został zdyskwalifikowany.
W sezonie 2018/2019 zdobył dziesiąty tytuł mistrza Europy z rzędu oraz czwarty z rzędu, a szósty w karierze, tytuł mistrza świata. Sezon później po raz kolejny triumfował w klasyfikacji generalnej Pucharu Świata oraz zdobył jedenasty tytuł mistrza Europy. W sezonie 2020/2021 po raz kolejny triumfował w klasyfikacji generalnej PŚ, jednak podczas mistrzostw Europy w Winterbergu zdobył srebrny medal, tym samym kończąc serię zwycięstw w zawodach tej rangi. Na zakończenie tego sezonu, podczas mistrzostw świata w Altenbergu, zajął najgorszą w karierze, 16. pozycję w zawodach o tytuł mistrza globu.
W sezonie 2021/2022 również wygrał klasyfikację generalną Pucharu Świata, a także zdobył złoty medal na mistrzostwach Europy w Sankt Moritz.
W sierpniu 2022 roku ogłosił zakończenie kariery sportowej.
W swojej karierze Łotysz jedenaście razy wygrał klasyfikację generalną Pucharu Świata (zwyciężył w 61 zawodach), sześć razy zdobył mistrzostwo świata oraz dwanaście razy zdobył mistrzostwo Europy.

## Osiągnięcia

### Igrzyska olimpijskie
| Rok  | Miejsce    | Lokata |
| ---- | ---------- | ------ |
| 2006 | Turyn      | 7.     |
| 2010 | Vancouver  | 2.     |
| 2014 | Soczi      | 2.     |
| 2018 | Pjongczang | 4.     |
| 2022 | Pekin      | 7.     |

### Mistrzostwa świata
| Rok  | Miejsce      | Lokata |
| ---- | ------------ | ------ |
| 2007 | Sankt Moritz | 6.     |
| 2008 | Altenberg    | 5.     |
| 2009 | Lake Placid  | 11.    |
| 2011 | Königssee    | 1.     |
| 2012 | Lake Placid  | 1.     |
| 2013 | Sankt Moritz | 2.     |
| 2015 | Winterberg   | 1.     |
| 2016 | Igls         | 1.     |
| 2017 | Königssee    | 1.     |
| 2019 | Whistler     | 1.     |
| 2020 | Altenberg    | 4.     |
| 2021 | Altenberg    | 16.    |

### Mistrzostwa Europy
| Rok  | Miejsce      | Lokata |
| ---- | ------------ | ------ |
| 2006 | Sankt Moritz | 8.     |
| 2007 | Königssee    | 4.     |
| 2008 | Cesana       | 5.     |
| 2009 | Sankt Moritz | 11.    |
| 2010 | Igls         | 1.     |
| 2011 | Winterberg   | 1.     |
| 2012 | Altenberg    | 1.     |
| 2013 | Igls         | 1.     |
| 2014 | Königssee    | 1.     |
| 2015 | La Plagne    | 1.     |
| 2016 | Sankt Moritz | 1.     |
| 2017 | Winterberg   | 1.     |
| 2018 | Igls         | 1.     |
| 2019 | Igls         | 1.     |
| 2020 | Sigulda      | 1.     |
| 2021 | Winterberg   | 2.     |
| 2022 | Sankt Moritz | 1.     |

### Puchar Świata
| Sezon     | Lokata |
| --------- | ------ |
| 2004/2005 | 19.    |
| 2005/2006 | 20.    |
| 2006/2007 | 12.    |
| 2007/2008 | 5.     |
| 2008/2009 | 6.     |
| 2009/2010 | 1.     |
| 2010/2011 | 1.     |
| 2011/2012 | 1.     |
| 2012/2013 | 1.     |
| 2013/2014 | 1.     |
| 2014/2015 | 1.     |
| 2015/2016 | 1.     |
| 2016/2017 | 1.     |
| 2017/2018 | 4.     |
| 2018/2019 | 3.     |
| 2019/2020 | 1.     |
| 2020/2021 | 1.     |
| 2021/2022 | 1.     |

## Odznaczenia
- Order Trzech Gwiazd – Łotwa, 2010[5]
- Krzyż Uznania – Łotwa, 2014[6]